# ビギンの一五一会 ドライブインシアター
『ビギンの一五一会 ドライブインシアター』（ビギンのいちごいちえ - ）は、BEGINのカバー・アルバム。2003年9月25日発売。発売元はインペリアル・レコード。2006年6月21日にはカセットテープでも発売。

## 解説
BEGINのメンバーが開発した楽器 "一五一会" をフィーチャーしたアルバムで、3ヶ月連続リリースの第3弾。本作では洋楽のヒット曲一五一会の演奏でカヴァー。アルバム・タイトル通り、映画の主題歌・挿入歌に使用された楽曲を中心に選曲。歌詞カードには前作『ビギンの一五一会 58ドライブ』同様に比嘉栄昇のコメント、村野弘正によるアルバム解説と各楽曲のライナーノーツ、ほかアルバムに収録されていない6楽曲の「一五一会譜集」も掲載されている。

## 収録曲
全編曲：BEGIN
1. Blowin' In The Wind
  - 作詞・作曲：Bob Dylan
2. In My Life
  - 作詞・作曲：John Lennon・Paul McCartney
3. Moon River
  - 作詞：John H Mercer　作曲：Henry Mancini
4. La Bamba
  - 作詞・作曲：Ritchie Valens
5. Summertime
  - 作詞：Du Bose Heyward　作曲：George Gershwin
6. Sea Of Love
  - 作詞・作曲：Philip Baptiste・George Khoury
7. Stand By Me
  - 作詞・作曲：Ben E King・Jerry Leiber・Mike Stoller
8. WHAT A WONDERFUL WORLD
  - 作詞・作曲：Robert Thiele・George David Weiss

## 原曲
- 風に吹かれて - ボブ・ディランの1962年の楽曲。1994年のアメリカ映画 『フォレスト・ガンプ/一期一会』 で使用されている。
- イン・マイ・ライフ - ビートルズの1965年の楽曲。『ラバー・ソウル』収録。
- ムーン・リバー - 1961年の映画 『ティファニーで朝食を』（主演: オードリー・ヘプバーン） 主題歌。作曲はヘンリー・マンシーニ。
- ラ・バンバ - リッチー・ヴァレンスらが歌った楽曲。ロス・ロボスのバージョンは、1987年の映画 『ラ★バンバ』 主題歌。
- サマータイム - 1935年のオペラ 『ポーギーとベス』 で使用された子守唄。ジャニス・ジョプリン等がカヴァーしている。
- シー・オブ・ラブ - フィル・フィリップスの1959年の楽曲。1989年公開の同名映画でも使用された。
- スタンド・バイ・ミー - ベン・E・キングの1961年の楽曲。1986年公開の同名映画主題歌。
- この素晴らしき世界 - ルイ・アームストロングの1968年の楽曲。1987年公開の映画 『グッドモーニング, ベトナム』 挿入曲。

## コード掲載楽曲
- サウンド・オブ・サイレンス - サイモン&ガーファンクルの楽曲。1967年公開の映画 『卒業』 主題歌。
- 星に願いを - 1940年のウォルト・ディズニー映画 『ピノキオ』 主題歌。
- オンリー・ユー - プラターズの歌唱で大ヒットしたのち、数々のアーティストにカヴァーされているスタンダード・ナンバー。
- 孤独の旅路 - ニール・ヤングの1972年の楽曲。自身を追ったライヴ・ドキュメンタリー映画 『HEART OF GOLD』 主題歌。
- 雨にぬれても - B・J・トーマスの1969年の楽曲。同年公開のアメリカ映画 『明日に向って撃て!』 主題歌（日本公開は1970年）。
- 明日に架ける橋 - サイモン&ガーファンクルの1970年の楽曲。同名のアルバムはグラミー賞最優秀レコード賞・最優秀アルバム賞を受賞。